# Związek Podhalan w Północnej Ameryce

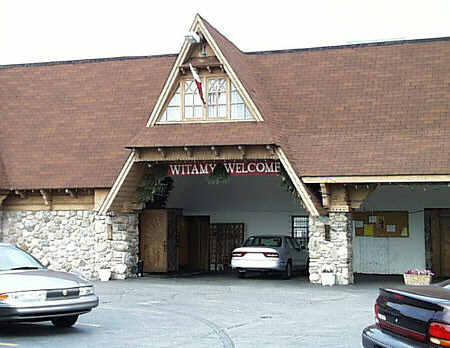
Dom Podhalan w Chicago

Związek Podhalan w Północnej Ameryce, ZPPA (ang. Polish Highlanders Alliance of North America) to założona w roku 1929 w Chicago organizacja skupiająca niemal wszystkie koła, kluby, związki i stowarzyszenia Podhalan w Stanach Zjednoczonych.
Większość chicagowskich górali zamieszkuje południowe dzielnice miasta, a największe ich skupisko znajduje się przy ulicy Archer Avenue, gdzie też mieści się główna siedziba ZPPA – "Dom Podhalan". 
Na czele ZPPA stoi zarząd w składzie:
Józef Cikowski – prezes
Zofia Bobak - Ustupska – wiceprezes
– wiceprezes ds. gospodarczych
Zdzisław Dorula – wiceprezes ds. kultury
Małgorzata Stopka – wiceprezes na stany wschodnie
Jan Gacek - wiceprezes na stany zachodnie
Helena Studencka – sekretarz generalny
Mateusz Staszel – sekretarz finansowy
Józef Zoń – skarbnik
Tomasz Radecki – marszałek
Józef Krzystyniak, Andrzej Drużbacki – chorąży
Wojciech Dorula – PR
O. Jacek Palica – kapelan
Podhalanie w Chicago wydają własne pismo "Podhalanin", mają też swoje programy radiowe, jak "Gawędy", "Poezja i muzyka góralska", czy "Na góralską nutę" wszystkie ze stacji WPNA 1490 AM. Na łamach Dziennika Związkowego w każdą środę ukazuje się "Kronika podhalańska".

## Koła działające w ramach ZPPA
Koło nr 1 im. Jana Sabały Związku Podhalan

Koło nr 2 im. Władysława Orkana, Nowy Targ

Koło nr 2 Związku Podhalan w Brighton Park

Koło nr 3 Morskie Oko

Koło nr 4 Morskie Oko w Detroit, Michigan

Koło nr 5 Annowo im. Władysława Zamojskiego

Koło nr 6 - Stowarzyszenie Podhalan im. Kazimierza Przerwy Tetmajera Passaic - New Jersey

Koło nr 7 Związku Podhalan w Północnej Ameryce

Koło nr 8 im. gen. Andrzeja Galicy

Koło nr 9 Związku Podhalan w Północnej Ameryce

Koło nr 10 im. J. Janosika

Koło nr 11 ZPPA w Passaic, New Jersey

Koło nr 12 Związku Podhalan w Północnej Ameryce

Koło nr 13 im. dr. Stefana Jarosza

Koło nr 14 Tatry, Uniontown, Pennsylvania

Koło nr 16 Stowarzyszenie Górali Zakopiańskich Utica, New York

Koło nr 17 Klubu Okręgu Maków Podhalański

Koło nr 18 Giewont

Koło nr 19 im. Andrzeja Ducha - Knapczyka

Koło nr 20 Literacko-Dramatyczne im. Kazimierza Przerwy-Tetmajera

Koło nr 21 Czarny Dunajec

Koło nr 22 Maniowy

Koło nr 23 Odrowąż Podhalański

Koło nr 24 Szaflary im. Augustyna Suskiego

Koło nr 25 Harklowa

Koło nr 26 Raba Wyżna

Koło nr 27 Witów przy ZPPA

Koło nr 29 Gronków im. Jakuba Nowaka

Koło nr 30 Ciche

Koło nr 31 Wierchy

Koło nr 32 ZPPA, Klub Parafii Spytkowice

Koło nr 33 Dzianisz

Koło nr 34 Zakopane

Koło nr 35 Maruszyna im. Stanisława Janika

Koło nr 36 Skawa

Koło nr 37 Groń-Leśnica

Koło nr 38 Ludźmierz

Koło nr 39 Chabówka

Koło nr 40 Biały Dunajec im. Andrzeja Skupnia Florka

Koło nr 28 Nowy Targ im. Antoniego Dąbrowskiego 

Koło nr 41 Wróblówka

Koło nr 42 Białka Tatrzańska

Koło nr 43 Chochołów

Koło nr 44 Śleboda

Koło nr 45 Poronin im. Zofii Gracy

Koło nr 46 Stare Bystre pod patronatem św. Stanisława Męczennika

Koło nr 47 Klub Narciarski "Tatry"

Koło nr 48 Klub Babia Góra przy ZPPA

Koło nr 49 Kluszkowce

Koła nr 50 "Pieniny" Związku Podhalan w Ameryce Północnej

Koło nr 51 Ostrowsko

Koło nr 52 Czerwienne

Koło nr 53 Parafii Klikuszowa

Koło nr 54 Kościelisko

Koło nr 55 Ratułów 

Koło nr 56 Klub Piłkarski "PODHALE"

Koło nr 57 Bukowina Tatrzańska im. Józefa Pitoraka

Koło nr 58 Parafii Ząb

Koło nr 59 Morawczyna im. Wiktorii Baran

Koło nr 60 Małe Ciche Wiktorówki

Koło nr 61 Łopuszna im. ks. prof. Józefa Tischnera

Koło nr 62 Hubertus

Koło nr 63 Waksmund

Koło nr 64 Czarna Góra

Koło nr 65 Ciche Dolne - Parafia Miętustwo

Koło nr 66 Dębno Podhalańskie

Koło nr 67 Pieniążkowice

Koło nr 68 Gliczarów Górny "Wierchowianie"

Koło nr 69 Skrzypne

Koło nr 70 ZPPA

Koło nr 71 Nowe Bystre

Koło nr 72 Ochotnica

Koło nr 73 Zaskale

Koło nr 74 Tylmanowa

Koło nr 75 Dział

Koło nr 76 Krauszów

Koła nr 77 Bukowina - Podszkle

Koła nr 78 Zagórzanie Mszana Dolna i okolice

Koło nr 79 przy ZPPA pw. Matki Bożej Ludźmierskiej z siedzibą na Florydzie

Koło nr 80 Washington State

Koło nr 81 Bustryk

Koło nr 82 Piekielnik

Koło nr 83 Podczerwone

Koło nr 84 Giewont w Lemont

Koło nr 85 Gronik

Koło nr 86 TOPR

Związek Podhalanek